# Abigail Arredondo Ramos
Abigail Arredondo Ramos (Mexicali, Baja California, 11 de agosto de 1982) es una política mexicana, miembro del Partido Revolucionario Institucional (PRI). Ha sido candidata a la gubernatura de Querétaro, diputada local y es diputada federal para el periodo de 2024 a 2027.

## Biografía
Es licenciada en Ciencias Políticas y Administración Pública por la Universidad Autónoma de Querétaro (UAQ); cursa la maestría en Marketing, Comunicación y Consultoría Política en la ESIC Universidad de Madrid, España. Tiene estudios de diplomados en Participación Privada en Proyectos de Infraestructura; en Feminización de la Política por la Universidad George Washington; y, en Inteligencia Política y Género por la Universidad Camilo José Cela.
Miembro del PRI desde 2002. En la estructura del partido en Querétaro ha sido: asesora de la Coordinación de Regidores en el ayuntamiento de la capial del estado, secretaria técnica de Acción Electoral, presidenta estatal del Frente Juvenil Revolucionario y del Organismo Nacional de Mujeres Priístas (ONMPRI), así como consejera política municipal, estatal y nacional. En 2011 ejerció como docente de la Facultad de Ciencias Políticas y Sociales de la UAQ, y en 2017 fue fundadora del «Premio Nxu Behña».
En 2007 fue coordinadora de Mejora Regulatoria del municipio de Querétaro, de 2009 a 2012 fue jefa de Atención Ciudadana del gobierno de Querétaro siendo gobernador José Calzada Rovirosa, y de 2012 a 2015 fue regidora del ayuntamiento de Querétaro presidido por Roberto Loyola Vera. En las elecciones estatales de 2018 fue postulada candidata del PRI a diputada federal por el principio de representación proporcional, resultando elegida para la LIX Legislatura del Congreso del Estado de Querétaro que tuvo término en 2021; en ella fue presidenta de la comisión de Desarrollo Urbano, Obras Públicas y Comunicaciones; así como coordinadora del Grupo Parlamentario del PRI.
Pidió licencia a la diputación en 2021, para registrarse como aspirante a la candidatura del PRI a la gubernatura de Querétaro en las elecciones de ese año, siendo registrada como precandidata única el 12 de enero siguiente. En la elección constitucional recibió un total de 106 301 votos, equivalentes al 11.70% de la votación y quedando en tercer lugar las preferencias tras el ganador, el candidato del PAN Mauricio Kuri González y la candidata de Morena, Celia Maya García. El 19 de octubre del mismo año asumió como presidenta estatal del PRI en Querétaro.
En las elecciones federales de 2024 fue postulada candidata del PRI a diputada federal por el principio de representación proporcional, resultando elegida para la LXVI Legislatura que trendrá término en 2027; en ella, es secretaria de las comisiones de Movilidad; y, de Reforma Política-Electoral; así como integrante de la comisión de Bienestar.